# De Heidenschapsterpolder
De Heidenschapsterpolder was een waterschap rond buurtschap It Heidenskip en had een grondgebied van 200 ha in de toenmalige gemeenten Workum en Hemelumer Oldephaert en Noordwolde. Het waterschap was aanvankelijk een veenpolder, met beperkte zelfstandige bevoegdheid. Hij droeg tussen 1904 en 1949 de naam 'De Heidenschapsterveenpolder'. In 1947 werd de polder omgevormd tot waterschap.
De aanvankelijke veenpolder hield zich bezig met vervenen, droogmaken, inpolderen en onderhouden van de werken. Het waterschap bezat een molen, de Groote Heidenschapstermolen. Over het afgestoken veen werd 'slikgeld' geheven. Hiervan betaalde men de instandhoudingskosten van de polder en stortte geld in een fonds ten bate van de armen in Workum en Koudum. Vanaf 1947 was uitsluitend de regeling van de waterstaat de opdracht. Het armenfonds werd toen opgeheven.
In 1972, bij de eerste waterschapsconcentratie in Friesland, ging De Heidenschapsterpolder op in waterschap Tusken Mar en Klif. Na verdere fusies valt het gebied sinds 2004 onder Wetterskip Fryslân.